# Rijksstad Toul
De rijksstad Toul was een tot de Boven-Rijnse Kreits behorende rijksstad binnen het Heilige Roomse Rijk. De rijksstad Toul hoorde totdat het in 1552 of in 1648 onderdeel werd van het koninkrijk Frankrijk. 
De stad Toul bestond al in de laatantieke tijd. In de negende en tiende eeuw ging de stad deel uitmaken van het zich vormende prinsbisdom Toul. De stad probeerde zich later vrij te maken van het prinsbisdom, wat in het midden van de dertiende eeuw leidde tot gewapende conflicten met de bisschop en het domkapittel. De stad sloot in 1330 een protectieverdrag met Frankrijk en in de veertiende eeuw werd ook steun gezocht bij het hertogdom Lotharingen en het graafschap Bar.
In 1367 ontving de stad van keizer Karel IV een privilege, wat haar tot rijksstad maakte. Het in 1405 tussen bisdom en stad gesloten verdrag legde de wetgeving vast, die gebruikt zou worden tot het einde van de zelfstandigheid.
In 1552 droegen de protestantse rijksvorsten onder leiding van Maurits van Saksen wederrechtelijk in het verdrag van Chambord  het rijksvicariaat over de rijkssteden Metz, Toul en Verdun wederrechtelijk over aan de koning van Frankrijk, Hendrik II van Frankrijk. Frankrijk bezette daarop de drie steden en maakte vervolgens van de drie prinsbisdommen (prinsbisdom Metz, prinsbisdom Toul en prinsbisdom Verdun) een protectoraat. In paragraaf 70 van de Verdrag van Münster van 1648 stond de keizer de drie bisdommen en de drie rijkssteden definitief aan Frankrijk af.